# Guillermo Escalada
Guillermo Escalada (24 de abril de 1936 – 21 de junho de 2023) foi um futebolista uruguaio que atuou como atacante.

## Carreira
Escalada jogou pelo Nacional, com o qual disputou 289 partidas, marcou 116 gols e conquistou três campeonatos nacionais (1955, 1956 e 1957). Também atuou com a Seleção Uruguaia, onde venceu a Copa América em 1956 e 1959, além da participação da Copa do Mundo FIFA de 1962.

## Morte
Escalada morreu em 21 de junho de 2023, aos 87 anos.